# Rdzuchów-Kolonia
Rdzuchów-Kolonia – wieś w Polsce położona w województwie mazowieckim, w powiecie przysuskim, w gminie Potworów. Ma status sołectwa.
W latach 1975–1998 miejscowość administracyjnie należała do województwa radomskiego.
W miejscowości, w zaniedbanym parku podworskim rośnie okazały dąb szypułkowy, będący już w fatalnym stanie, to drzewo o obwodzie pnia 766 cm i wysokości 18 m.
Wierni Kościoła rzymskokatolickiego należą do parafii Najświętszego Serca Pana Jezusa w Sadach-Kolonii. 
We wsi stała drewniana, sosnowa kaplica o konstrukcji zrębowej, ufundowana w 1786 przez Franciszka Kietlińskiego herbu Odrowąż. W 2006 przeniesiona została do Muzeum Wsi Radomskiej w Radomiu.